# Iman Shumpert
Iman Asante Shumpert (Oak Park, Illinois, 26 de junio de 1990) es un jugador de baloncesto estadounidense que se encuentra sin equipo. Con 1,93 metros de estatura, juega en la posición de escolta.

## Trayectoria deportiva

### Universidad
Jugó durante tres temporadas con los Yellow Jackets del Instituto Tecnológico de Georgia, en las que promedió 12,7 puntos, 4,5 rebotes, 4,2 asistencias y 2,2 robos de balón por partido. En su última temporada se convirtió en el cuarto jugador de la historia de la Atlantic Coast Conference en liderar a su equipo en puntos, rebotes, asistencias y robos de balón. Fue incluido en el mejor quinteto defensivo de la conferencia y en el segundo mejor absoluto.

#### Estadísticas
| Año     | Equipo       | PJ | PT | MPP  | %TC  | %3P  | %TL  | RPP | APP | ROB | TPP | PPP  |
| ------- | ------------ | -- | -- | ---- | ---- | ---- | ---- | --- | --- | --- | --- | ---- |
| 2008–09 | Georgia Tech | 31 | 31 | 31.6 | .391 | .314 | .656 | 3.9 | 5.0 | 2.1 | 0.2 | 10.6 |
| 2009–10 | Georgia Tech | 30 | 29 | 30.1 | .385 | .333 | .720 | 3.6 | 4.0 | 1.9 | 0.2 | 10.0 |
| 2010–11 | Georgia Tech | 31 | 31 | 32.0 | .406 | .278 | .806 | 5.9 | 3.5 | 2.7 | 0.2 | 17.3 |
| Total   | Total        | 92 | 91 | 31.3 | .396 | .305 | .738 | 4.5 | 4.2 | 2.3 | 0.2 | 12.7 |

### Profesional

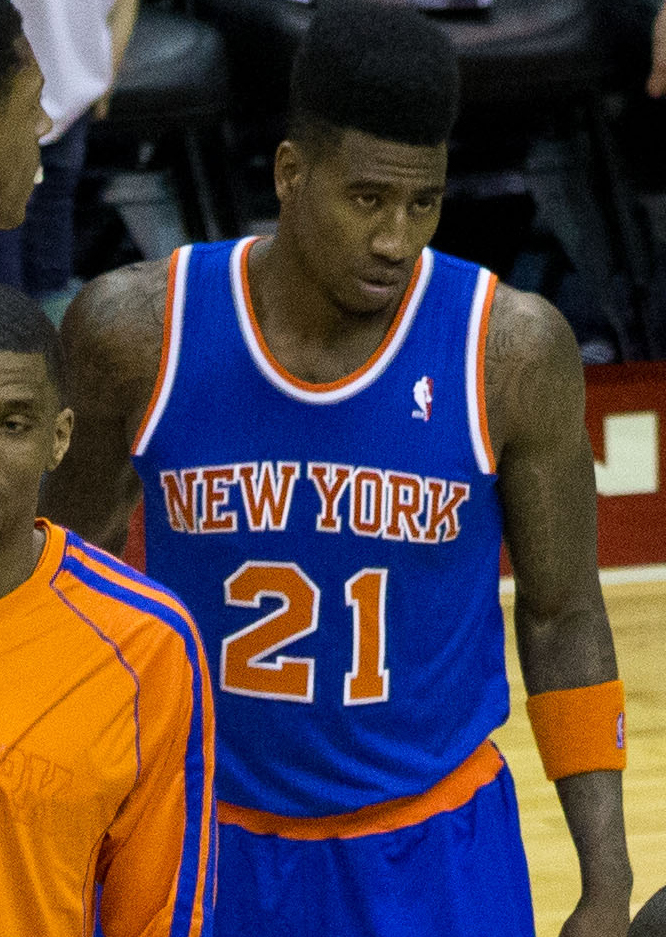
Shumpert con los Knicks en 2013.

Fue elegido en la decimoséptima posición del Draft de la NBA de 2011 por New York Knicks. Debutó el día de Navidad ante Boston Celtics, consiguiendo 11 puntos y 4 rebotes.
El 5 de enero de 2015, fue traspasado a Cleveland Cavaliers en un traspaso entre tres equipos que involucró a los Oklahoma City Thunder y los Knicks.
En su segunda temporada en Cleveland, junto a LeBron James, Kyrie Irving y Kevin Love, fue campeón de la NBA, al derrotar a Golden State Warriors (4-3) en las Finales de la NBA de 2016.
El 8 de febrero de 2018 fue traspasado a Sacramento Kings, en un acuerdo entre tres equipos en el que estuvieron involucrados además los Cavs y Utah Jazz.
El 6 de febrero de 2019, es traspasado a Houston Rockets en un traspaso entre tres equipos que involucró también a Cleveland y Sacramento.
El 13 de noviembre de 2019, Shumpert firma con los Brooklyn Nets. Pero el 12 de diciembre, tras 13 partidos disputados, fue cortado. El 30 de enero de 2021 regresó al equipo, firmando un nuevo contrato con los Nets. Pero apenas disputó 6 minutos en un partido y el 24 de febrero fue cortado. Dos días después, el 26 de febrero, firmó un nuevo contrato de 10 días con los Nets.

## Estadísticas de su carrera en la NBA
|  | Denota temporadas en las que ganó un Campeonato de la NBA |

### Temporada regular
| Año     | Equipo     | PJ  | PT  | MPP  | %TC  | %3P  | %TL  | RPP | APP | ROB | TPP | PPP |
| ------- | ---------- | --- | --- | ---- | ---- | ---- | ---- | --- | --- | --- | --- | --- |
| 2011-12 | New York   | 59  | 35  | 28.9 | .401 | .306 | .798 | 3.2 | 2.8 | 1.7 | .1  | 9.5 |
| 2012-13 | New York   | 45  | 45  | 22.1 | .396 | .402 | .766 | 3.0 | 1.7 | 1.0 | .2  | 6.8 |
| 2013-14 | New York   | 74  | 58  | 26.5 | .378 | .333 | .746 | 4.2 | 1.7 | 1.2 | .2  | 6.7 |
| 2014-15 | New York   | 24  | 24  | 26.0 | .409 | .348 | .676 | 3.4 | 3.3 | 1.3 | .1  | 9.3 |
| 2014-15 | Cleveland  | 38  | 1   | 24.2 | .410 | .338 | .667 | 3.8 | 1.5 | 1.3 | .3  | 7.2 |
| 2015-16 | Cleveland  | 54  | 5   | 24.4 | .374 | .295 | .500 | 3.8 | 1.7 | 1.0 | .4  | 5.8 |
| 2016-17 | Cleveland  | 76  | 31  | 25.5 | .411 | .360 | .789 | 2.9 | 1.4 | .8  | .4  | 7.5 |
| 2017-18 | Cleveland  | 14  | 6   | 19.7 | .379 | .269 | .733 | 2.9 | 1.2 | .6  | .3  | 4.4 |
| 2018-19 | Sacramento | 42  | 40  | 26.2 | .382 | .366 | .829 | 3.1 | 2.2 | 1.1 | .5  | 8.9 |
| 2018-19 | Houston    | 20  | 1   | 19.1 | .347 | .296 | .500 | 2.7 | 1.1 | .6  | .2  | 4.6 |
| 2019-20 | Brooklyn   | 13  | 0   | 18.5 | .328 | .242 | .571 | 2.6 | .9  | .9  | .2  | 4.2 |
| 2020-21 | Brooklyn   | 2   | 0   | 5.5  | .250 | .000 | —    | .5  | .0  | .5  | .0  | 1.0 |
| Total   | Total      | 461 | 246 | 24.9 | .391 | .337 | .764 | 3.3 | 1.8 | 1.1 | .3  | 7.2 |

### Playoffs
| Año   | Equipo    | PJ | PT | MPP  | %TC  | %3P  | %TL  | RPP | APP | ROB | TPP | PPP |
| ----- | --------- | -- | -- | ---- | ---- | ---- | ---- | --- | --- | --- | --- | --- |
| 2012  | New York  | 1  | 1  | 19.0 | .000 | .000 | .000 | 1.0 | .0  | 1.0 | .0  | .0  |
| 2013  | New York  | 12 | 12 | 28.1 | .410 | .429 | .857 | 6.0 | 1.3 | 1.1 | .3  | 9.3 |
| 2015  | Cleveland | 20 | 16 | 34.8 | .360 | .355 | .750 | 4.9 | 1.2 | 1.3 | .8  | 9.1 |
| 2016  | Cleveland | 21 | 0  | 17.3 | .462 | .382 | .636 | 2.2 | 0.8 | 0.5 | 0.1 | 3.3 |
| 2017  | Cleveland | 17 | 0  | 16.2 | .417 | .385 | .824 | 2.8 | .9  | .6  | .2  | 4.4 |
| 2019  | Houston   | 8  | 0  | 13.6 | .385 | .364 | .250 | 1.5 | .3  | .1  | .0  | 3.6 |
| Total | Total     | 79 | 29 | 22.8 | .388 | .376 | .744 | 3.5 | .9  | .8  | .3  | 5.9 |

## Vida personal
En 2015, la esposa de Shumpert, Teyana Taylor, dio a luz a una niña. Después de que Teyana se pusiera de parto prematuramente, Shumpert ayudó a sacar al bebé. En junio de 2020 la pareja anunció que esperaban su segundo hijo.
A finales de 2021 participó junto con la bailarina profesional Daniella Karagach en la trigésima temporada del programa televisivo estadounidense Dancing with the Stars, del cual resultaron ganadores.
El 31 de julio de 2022 fue arrestado en el aeropuerto de Dallas por posesión de drogas. Los agentes le confiscaron 170 gramos de marihuana, además de munición de pistola.